# Anodontia
Anodontia refere-se à ausência da formação do germe dentário. A doença pode ter origem autossômica ou heterossômica e atingir a dentição decídua e permanente, como também causar várias mudanças, tanto na forma quanto no tamanho de dentes sucessores e homólogos. Pode ser parcial ou total. A anodontia total é extremamente rara,geralmente associada à displasia ectodérmica.
Anodontias parciais são encontradas com relativa frequência.Podem ser uni ou bilaterais.Os dentes mais afetados por tal alteração de desenvolvimento são os terceiros molares, segundos pré-molares , incisivos laterais superiores e incisivos centrais inferiores.
Um dente só pode ser considerado não formado quando não for identificado na arcada ou no exame radiográfico e quando verificada a história clínica do paciente, para avaliar possível extração precoce deste elemento.

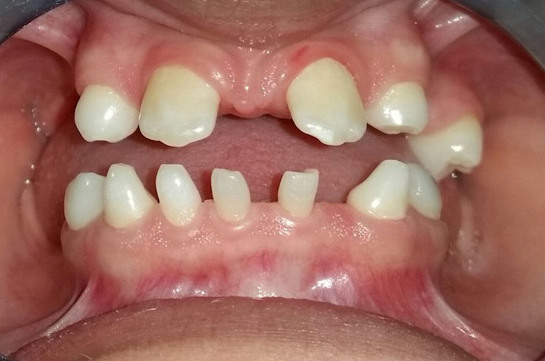
Anodontia (cropped)